# Larry Kwong
Larry Kwong — né Eng Kai Geong (en chinois : 吳啟光) le 17 juin 1923 à Vernon, Colombie-Britannique, au Canada et mort le 15 mars 2018 à Calgary en Alberta — est un joueur professionnel canadien de hockey sur glace devenu entraîneur. À ce jour, il est reconnu pour être le premier joueur non blanc et d'origine asiatique de la Ligue nationale de hockey (LNH), brisant ainsi la barrière des couleurs de la LNH en 1948.

## Carrière de joueur
Cet ailier droit passa ses premières années de hockeyeur sur la côte ouest, il fut rapidement surnommé « King Kwong ». Il joue à New York en 1946 avec les Rovers de New York. La saison suivante, il joue sa seule partie dans la Ligue nationale de hockey le 13 mars 1948 avec les Rangers de New York. Il devient ainsi le premier canadien d'origine chinoise à évoluer dans la LNH (et premier joueur d'origine asiatique à évoluer dans la LNH). Il n'aura joué qu'une seule minute en troisième période contre les Canadiens de Montréal.
Il rejoint par la suite les Braves de Valleyfield de la Ligue de hockey senior du Québec. Il y jouera sept saisons, menant l'équipe à la conquête du titre de la ligue en 1951. Il y gagna le Trophée Vimy remis au joueur le plus utile à son équipe lors de cette saison. Il jouera jusqu'en 1958, jouant pour divers clubs, dont les Bruins de Troy de la Ligue internationale de hockey, et les Nottingham Panthers au Royaume-Uni.
Larry Kwong meurt le 15 mars 2018 à Calgary, à 94 ans.

## Statistiques
| Saison    | Équipe                  | Ligue |    | Saison régulière | Saison régulière | Saison régulière | Saison régulière | Saison régulière |   | Séries éliminatoires | Séries éliminatoires | Séries éliminatoires | Séries éliminatoires | Séries éliminatoires |
| Saison    | Équipe                  | Ligue | PJ | B                | A                | Pts              | Pun              | PJ               | B | A                    | Pts                  | Pun                  |                      |                      |
| 1941-1942 | Smoke Eaters de Trail   | ABCHL | 29 | 9                | 13               | 22               | 10               | 3                | 0 | 0                    | 0                    | 0                    |                      |                      |
| 1942-1943 | Clippers de Nanaimo     | WKHL  | 11 | 6                | 6                | 12               | 0                | 3                | 0 | 1                    | 1                    | 2                    |                      |                      |
| 1943-1944 | St. Regis de Vancouver  | NNDHL | 17 | 10               | 6                | 16               | 0                |                  |   |                      |                      |                      |                      |                      |
| 1943-1944 | Wheelers de Red Deer    | ASHL  | 2  | 0                | 0                | 0                | 0                | 5                | 1 | 2                    | 3                    | 0                    |                      |                      |
|           |                         |       |    |                  |                  |                  |                  |                  |   |                      |                      |                      |                      |                      |
| 1945-1946 | Smoke Eaters de Trail   | WKHL  | 19 | 12               | 8                | 20               | 12               | 5                | 6 | 0                    | 6                    | 8                    |                      |                      |
| 1946-1947 | Rovers de New York      | EAHL  | 47 | 19               | 18               | 37               | 15               | 9                | 7 | 3                    | 10                   | 0                    |                      |                      |
| 1947-1948 | Rovers de New York      | EAHL  | 17 | 13               | 16               | 29               | 5                |                  |   |                      |                      |                      |                      |                      |
| 1947-1948 | Rovers de New York      | LHSQ  | 48 | 20               | 37               | 57               | 23               | 4                | 1 | 0                    | 1                    | 0                    |                      |                      |
| 1947-1948 | Rangers de New York     | LNH   | 1  | 0                | 0                | 0                | 0                |                  |   |                      |                      |                      |                      |                      |
| 1948-1949 | Braves de Valleyfield   | LHSQ  | 63 | 37               | 47               | 84               | 8                | 3                | 1 | 0                    | 1                    | 7                    |                      |                      |
| 1949-1950 | Braves de Valleyfield   | LHSQ  | 60 | 25               | 35               | 60               | 16               | 5                | 2 | 1                    | 3                    | 2                    |                      |                      |
| 1950-1951 | Braves de Valleyfield   | LHSQ  | 60 | 34               | 51               | 85               | 35               | 16               | 1 | 12                   | 13                   | 2                    |                      |                      |
| 1951-1952 | Braves de Valleyfield   | LHSQ  | 60 | 38               | 28               | 66               | 16               | 6                | 1 | 5                    | 6                    | 0                    |                      |                      |
| 1952-1953 | Braves de Valleyfield   | LHSQ  | 56 | 10               | 22               | 32               | 6                | 3                | 0 | 2                    | 2                    | 0                    |                      |                      |
| 1953-1954 | Braves de Valleyfield   | LHQ   | 68 | 24               | 25               | 49               | 17               | 7                | 3 | 3                    | 6                    | 2                    |                      |                      |
| 1954-1955 | Braves de Valleyfield   | LHQ   | 50 | 24               | 30               | 54               | 8                |                  |   |                      |                      |                      |                      |                      |
| 1955-1956 | Lions de Trois-Rivières | LHQ   | 29 | 3                | 6                | 9                | 10               |                  |   |                      |                      |                      |                      |                      |
| 1955-1956 | Bruins de Troy          | LIH   | 21 | 9                | 9                | 18               | 2                | 5                | 1 | 2                    | 3                    | 2                    |                      |                      |
| 1956-1957 | Chevies de Cornwall     | EOHL  | 33 | 14               | 15               | 29               | 22               | 6                | 5 | 1                    | 6                    | 0                    |                      |                      |
| 1956-1957 | Bruins de Troy          | LIH   | 9  | 1                | 0                | 1                | 0                |                  |   |                      |                      |                      |                      |                      |
| 1957-1958 | Nottingham Panthers     | EIHL  | 31 | 39               | 15               | 54               | 6                |                  |   |                      |                      |                      |                      |                      |

## Trophées et honneurs personnels
- Ligue de hockey senior du Québec
  - 1951 : nommé dans la 1re équipe d'étoiles
  - 1951 : gagnant du Trophée Vimy